# Caecilia Pomponia Attica
Caecilia Pomponia Attica ou Pomponia Caecilia Attica (née vers 51 av. J.-C.) est la fille de l'épicurien et chevalier romain Titus Pomponius Atticus, grand ami et correspondant de Cicéron, et la première épouse de Marcus Vipsanius Agrippa, le plus proche collaborateur du futur empereur Auguste.

## Biographie
Sa mère, Caecilia Pilea/Pilia (env. 75 - 46 av. J.-C.), fille de Pileus/Pilius, est une petite-fille de Marcus Licinius Crassus, membre du premier triumvirat. Atticus et Pilea/Pilia se sont mariés en 58/56 av. J.-C., alors qu'Atticus a déjà 53/54 ans, et elle est morte après douze années d'un mariage heureux. La tante de Caecilia, Pomponia, est mariée au jeune frère de Cicéron, Quintus Tullius Cicero, aux alentours de 70 av. J.-C. Elle a également un frère aîné du même nom que son père, Titus Pomponius Atticus.
Caecilia Attica est plusieurs fois mentionnée dans les lettres entre son père et Cicéron. Ce dernier est très tendre envers cette petite fille qu'il ne verra jamais devenir adulte vu qu’il a été assassiné en 43 av. J.-C. Il lui donne le surnom d'« Attica », l'équivalent féminin d'« Atticus », le surnom de son père — à Rome, les femmes n'ont généralement pas de surnoms, leurs noms étant juste la forme féminine du nom de famille du père. Dans ses lettres, Cicéron lui envoie toujours ses salutations, et demande souvent si elle a un de ses accès de forte fièvre qui lui cause beaucoup de détresse. Dans une lettre à Atticus envoyée peu avant sa mort, Cicéron lui dit de ne pas réprimander Attica, qui boude et est en colère contre lui. Il dit qu'elle a tout à fait raison d'insister sur le fait qu'il ne lui avait pas, lors de sa dernière visite, correctement dit au-revoir.
Caecilia Attica est souvent appelée Pomponia Attica. Ce mélange vient du fait que son père, Titus Pomponius Atticus, était d'un âge relativement avancé lorsqu'il a été adopté par son oncle, Quintus Caecilus. Cela signifie, selon la coutume romaine, que son nom est changé en Quintus Caecilius Atticus Pomponianus, et le nom de Pomponia Attica en Caecilia Attica.
Caecilia Attica reçoit une grande éducation littéraire. Son éducation débute à l'âge de cinq ou six ans. Son père lui procure un précepteur privé, un de ses affranchis — avoir un tuteur privé à la maison est considéré comme la manière la plus adéquate d'éduquer les femmes à Rome. Selon des rumeurs, elle a eu une liaison avec ce tuteur. Cependant, les historiens romains sont très friands de ces scandales et les historiens modernes ne considèrent pas ces affirmations comme fiables.
Autour de l’année 37 av. J.-C., elle épouse Marcus Vipsanius Agrippa, le bras droit et ami d'Octave,. Caecilia Attica et Agrippa ont deux filles, Vipsania Agrippina, née en 36 av. J.-C., qui épousera en premières noces le futur empereur Tibère et Vipstania Attica, né vers 34 av. J.-C., qui épousera Quintus Haterius.
Auguste donne à Agrippa, dont on ignore s'il est veuf ou divorcé d'Attica, la main de sa nièce Claudia Marcella l’Aînée en 28 av. J.-C.,.

## Sources
- (en) Cet article est partiellement ou en totalité issu de l’article de Wikipédia en anglais intitulé « Pomponia Caecilia Attica » (voir la liste des auteurs).